# Тредичіно
«Тредичіно» — український ляльковий фільм 1993 року студії «Укранімафільм», режисер - Леонід Зарубін.

## Сюжет
За мотивами італійської народної казки. Про те, як дивний хлопець із дзвіночками на крисах капелюха стане одним із найбажаніших гостей королівського двору.

## Над мультфільмом працювали
- Автор сценарію: Жанна Вітензон;

- Кінорежисер: Леонід Зарубін;
- Художник-постановник: Дмитро Чурилов;
- Кінооператор: Олександр Костюченко;
- Композитор: Л. Маркелов;
- Звукооператор: Ігор Погон;
- Аніматори: Жан Таран, Елеонора Лисицька;
- Ляльки та декорації виготовили: Анатолій Радченко, Вадим Гахун, В. Яковенко, В. Зікеєв, І. Киреєв, Л. Вінникова, О. Сторожук;
- Асистенти: Г. Свєчніков, Олександр Ніколаєнко, Василь Жиров;
- Монтаж: Лідія Мокроусова;
- Редактор: Світлана Куценко;
- Директор знімальної групи: В. Руденко.